# Chrysosoma brevicornis
Chrysosoma brevicornis är en tvåvingeart som först beskrevs av Macquart 1850.  Chrysosoma brevicornis ingår i släktet Chrysosoma och familjen styltflugor. Inga underarter finns listade i Catalogue of Life.